# Lasy Warszawskie
Lasy Warszawskie – leśny kompleks promocyjny utworzony w sierpniu 2005 roku. Tworzą je cztery nadleśnictwa: Celestynów, Drewnica, Chojnów oraz Jabłonna. Ich podstawowym zadaniem jest utrzymanie lasów wokół Warszawy. Produkcja drewna jest pochodną funkcji ochronnych, ekologicznych i społecznych. Drzewostany porastają przeważnie słabe, niskoprodukcyjne siedliska. W podwarszawskich lasach przeważają drzewostany sosnowe z domieszką brzozy.

## Rola Lasów Warszawskich
- funkcja ochronna zielone płuca miasta – doprowadzają do centrum miasta klinami napowietrzającymi świeże powietrze.
- funkcja przeciwpożarowa
- funkcja rekreacyjna